# Pit Fischer
Pit Fischer (* 12. Februar 1937 in Düsseldorf; † 8. Mai 2010 in Hamburg) war ein deutscher Bühnenbildner, der von 1983 bis 2008 für das Bühnendesign der ZDF-Unterhaltungsshow Wetten, dass..? verantwortlich war.

## Karriere
Fischer erlernte den Beruf des Theater-Bühnenbildners an der Kunstakademie Düsseldorf, wo er zunächst Theaterwissenschaften und freie Malerei studierte, von Bühnenbildner Teo Otto jedoch zum Wechseln des Studienfachs gebracht wurde. Im Alter von zwanzig Jahren wurde Fischer Ottos Assistent bei den Salzburger Festspielen. Später war er Chef-Bühnenbildner am Düsseldorfer Schauspielhaus und an der Hamburger Staatsoper.
Fischer wurde 1983 vom damaligen Wetten dass..?-Regisseur Alexander Arnz als Bühnendesigner der Hauptabendshow engagiert. Als solcher entwarf er die Kulissen für die Gesangsauftritte der Stargäste sowie die Requisiten für die Wettspiele. Eine seiner herausragenden Arbeiten war der Auftritt von Michael Jackson, den er an einem Hebekran über dem Publikum schweben ließ. Der Pop-Sänger Seal ließ die Dekoration seines Wetten dass..?-Auftritts für seine Tournee nachbauen.
Im August 2008 zog sich Fischer aus gesundheitlichen Gründen aus dem Berufsleben zurück.
Fischer war bis zu seinem Tod verheiratet mit Nicole Heesters. Er wurde in Venedig beigesetzt. Der Ehe entstammen ein Sohn und eine Tochter, die Schauspielerin Saskia Fischer.

## Auszeichnungen
- 1995: Telestar für Wetten dass..?